# Onorato di Fondi
Onorato di Fondi (Sannio, metà del V secolo – Fondi, 530) è stato un abate pre-benedettino, venerato come santo dalla Chiesa cattolica e patrono della città di Fondi.

## Biografia e culto
Originario del Sannio, nacque intorno alla metà del V secolo; dalle notizie sulla sua vita provenienti da I Dialoghi di Gregorio Magno, sappiamo che Onorato era figlio di un colono di Peltuinum, Venanzio. Si trasferì nel 522 presso Fondi, dove fondò il monastero di San Magno e si dedicò alla bonifica del territorio, oltre a diventare guida spirituale e morale della popolazione della zona. Morì nella prima metà del VI secolo, forse nell'anno 530. Secondo la tradizione fu protagonista di miracoli sia in vita sia dopo la morte.
Il suo corpo (insieme a quelli di Paterno e di Libertino) rimase sepolto per molto tempo nel monastero da lui edificato, prima di essere traslato nella cattedrale di Fondi nel 1215. Poi fu trasferito a Montecassino e a Fondi rimase solo il capo conservato in un busto-reliquiario in argento.
Nel Martirologio Romano è iscritto al 16 gennaio; in alcuni monasteri benedettini è festeggiato il 30 aprile; ma a Fondi, dove Onorato è il patrono principale, la sua festa si celebra solennemente il 10 ottobre con grande concorso di cittadini dei vicini comuni, richiamati anche dalla fiera che si svolge nell'occasione.